# وانسه
وانسه (به لاتین: Vanse) یک منطقهٔ مسکونی در نروژ است که در فارسون واقع شده‌است. وانسه ۱٫۸۳ کیلومتر مربع مساحت و ۲٬۰۱۶ نفر جمعیت دارد و ۶ متر بالاتر از سطح دریا واقع شده‌است.

## نگارخانه

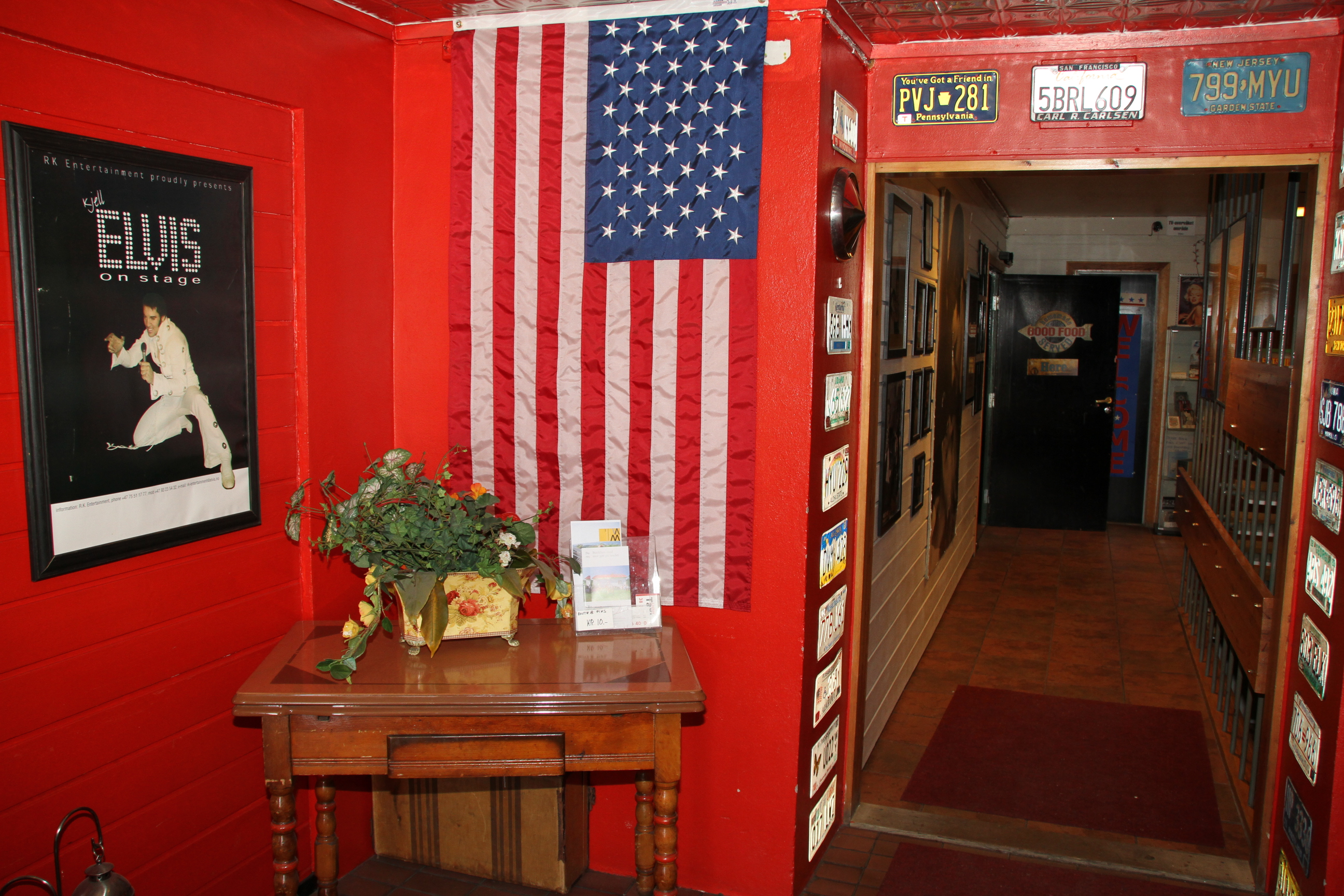
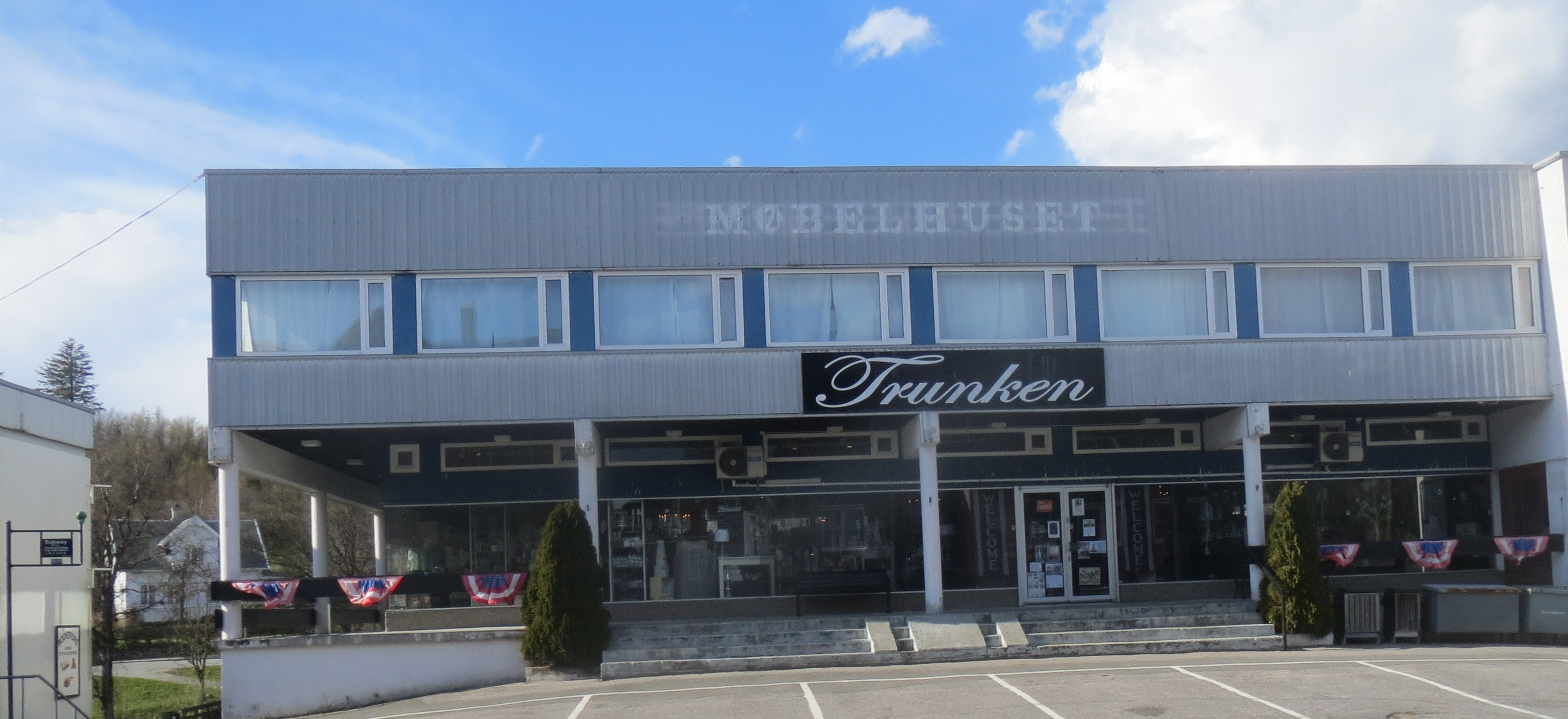
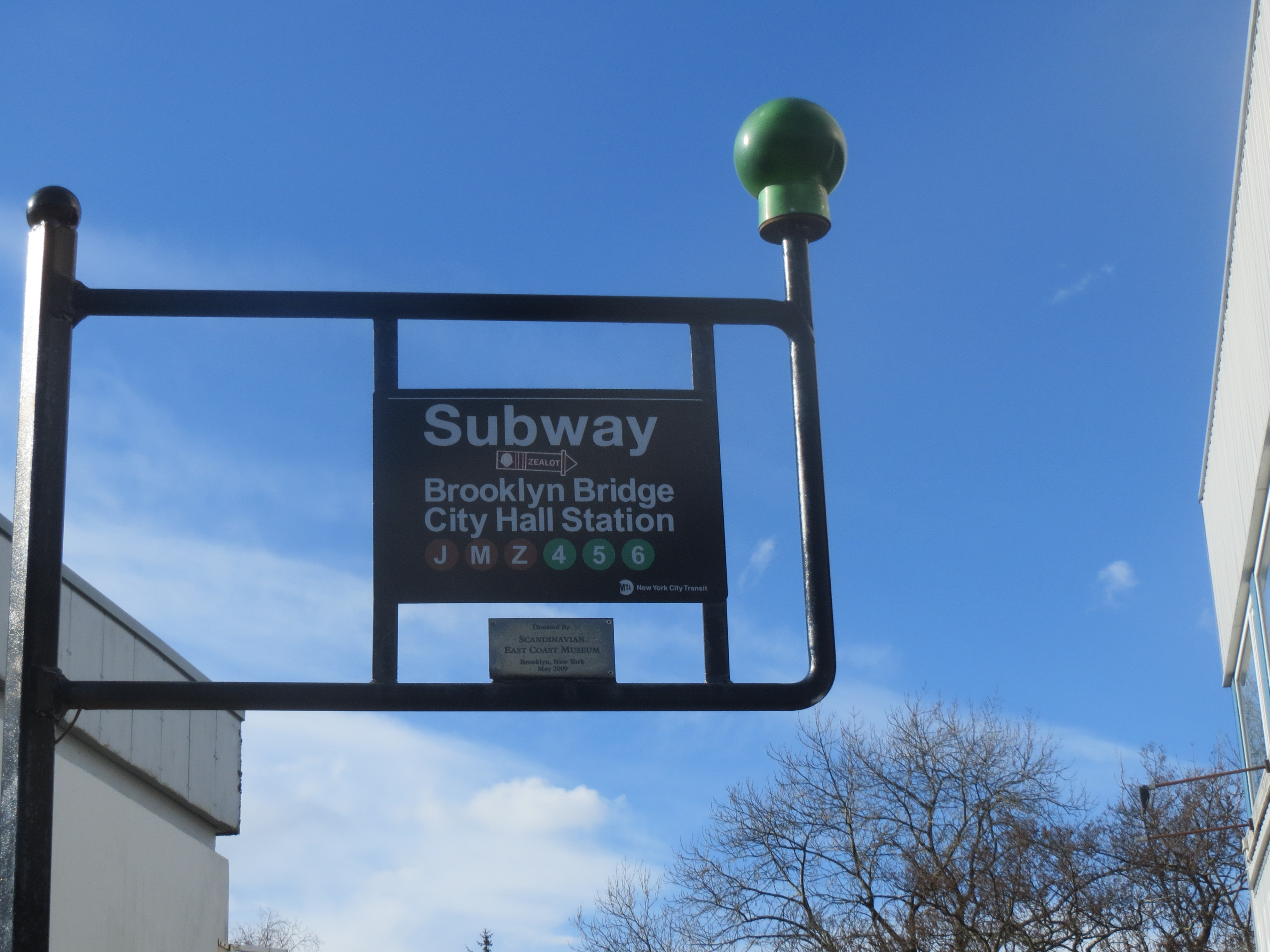
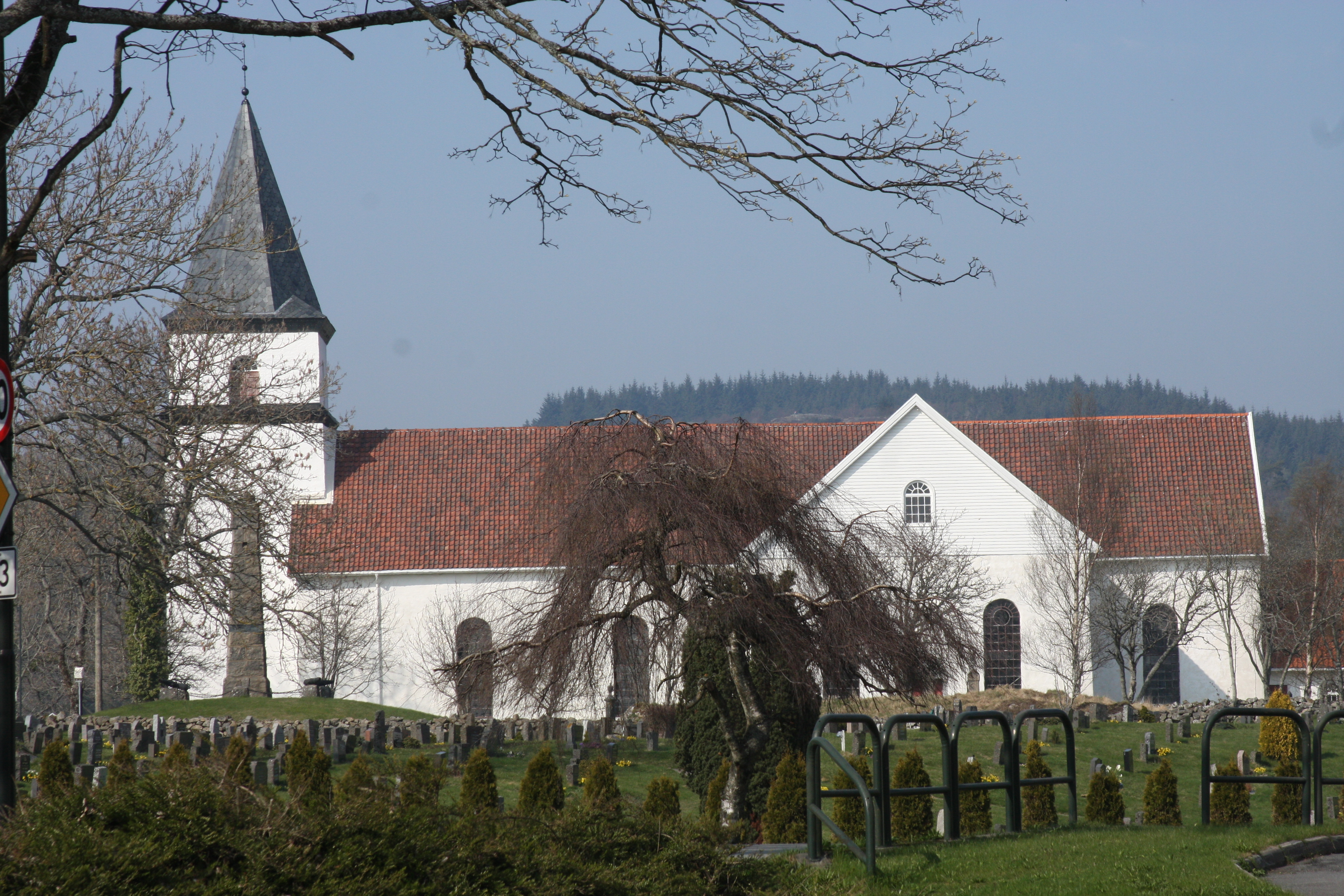
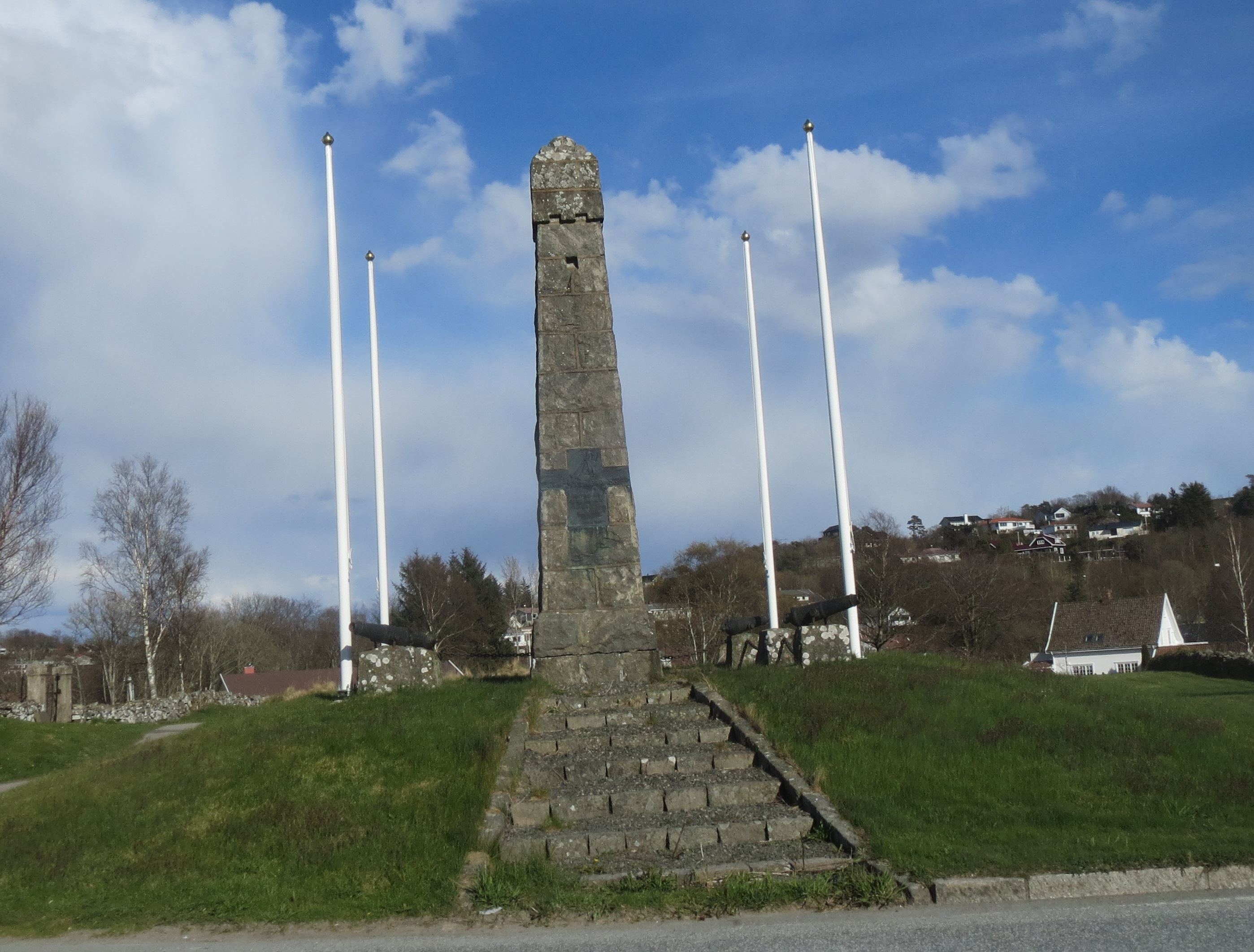
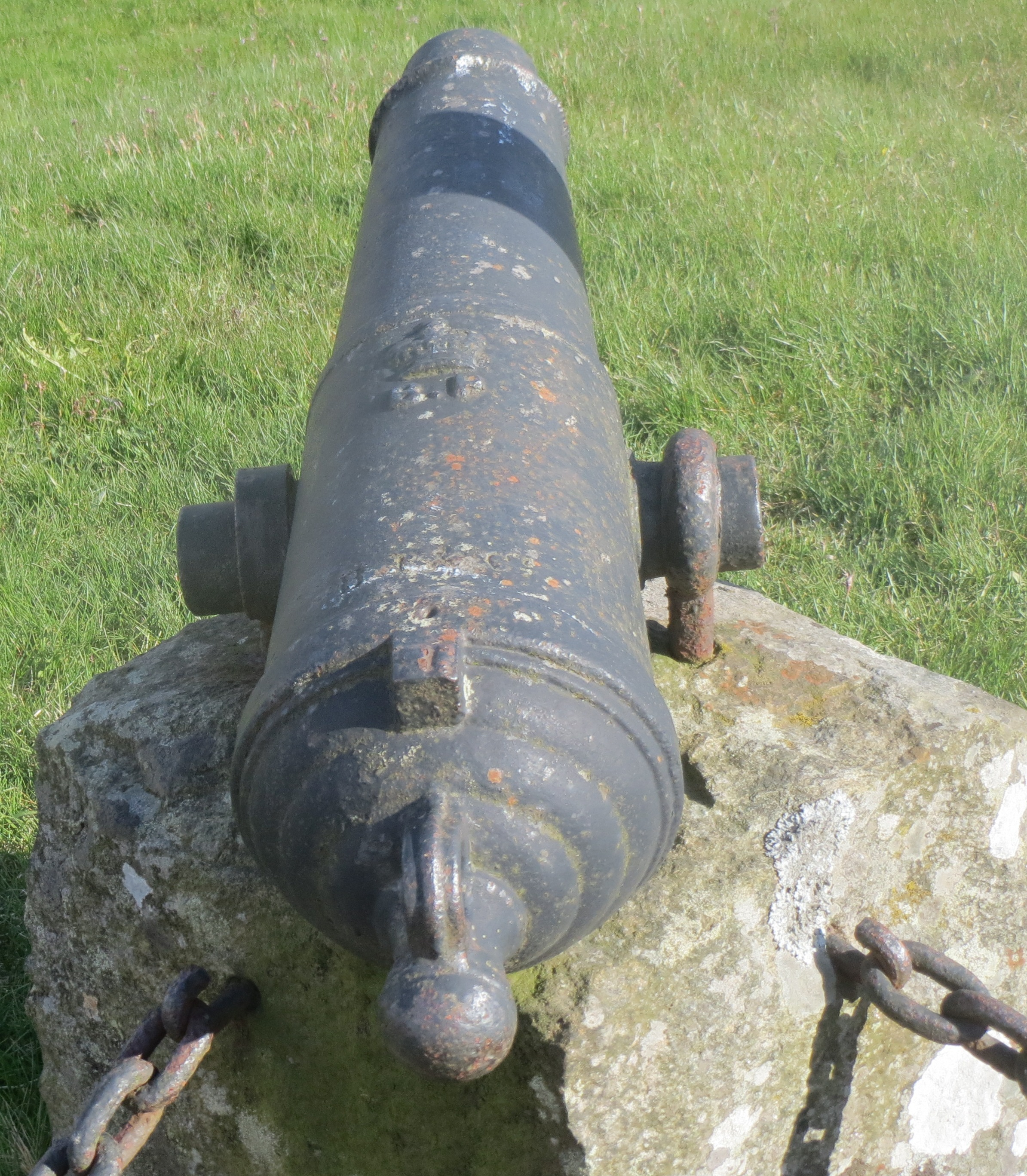